# 工藤昌祐
工藤昌祐（1520年－1582年）是日本戰國時代武將。甲斐武田氏的家臣。武田四名臣之一的內藤昌豐（昌秀）的實兄。別名工藤長門守。

## 經歷
武田信虎的重臣工藤虎豐的長男。父親虎豐因為觸怒信虎而被誅殺後，因為恐怕被株連而與弟弟一同出奔並流浪。在信虎被武田晴信（武田信玄）追放後，與弟弟一同被召還甲斐並以家臣身份再仕於武田家。
雖然沒有像弟弟昌豐一樣被重用，但是在天正2年（1574年）8月作為弟弟的代理而擔任上野箕輪城城番。弟弟在長篠之戰中戰死後仍然生存，在天正9年（1581年）與弟弟的後繼者內藤昌月連署的龍朱印狀被確認。天正10年（1582年），武田氏在甲州征伐中滅亡後仕於德川家康，作為德川四奉行立下統治甲斐的功績。

## 家族
- 父：工藤虎豐
- 弟：工藤祐長（內藤昌豐）
- 子：工藤源左衛門祐久
- 孫：工藤藤九郎